# سینا حجازی
سید سینا حجازی (زادهٔ ۳ بهمن ۱۳۶۱) خواننده، ترانه‌سرا، آهنگساز، تنظیم‌کننده، نوازنده ژانر پاپ و رگی اهل ایران است.
او فرزند صدرالدین حجازی، بازیگر ایرانی است.

## فعالیت
سید سینا حجازی تاکنون بیش از ۶۰ تک‌آهنگ منتشر کرده که در اینترنت در دسترس همگان قرار گرفته‌است. بیشتر ترانه‌های سینا حجازی را خود او گفته است. از جمله معروف‌ترین کارهای این هنرمند هم‌صدایی با محسن چاوشی در قطعهٔ «خلیج فارس» بود. وی با خواندن تیتراژ سریال  تلویزیونی مسیر انحرافی، وجههٔ یک خوانندهٔ رسمی را به خود گرفت و در مدت‌زمان کوتاهی خودش و آثارش را به جامعهٔ موسیقی معرفی کرد. نخستین آلبوم او با نام رؤیا در تاریخ ۲۲ اردیبهشت ۱۳۹۴ منتشر شد. طراحی جلد این اثر را بزرگمهر حسین‌پور بر عهده گرفت.وی در شب یلدای ۱۳۹۵ در برنامهٔ زندهٔ «حرف تو برف» که توسط فرزاد حسنی اجرا شد برای اولین بار در سازمان صدا و سیمای جمهوری اسلامی ایران حاضر شد. همچنین در اسفند ۱۳۹۵ هم در برنامهٔ خندوانه مهمان رامبد جوان شد و چند ترک از کارهای خود را اجرا کرد. سینا حجازی در فیلم سراسر شب به کارگردانی فرزاد مؤتمن نیز به عنوان بازیگر حضور داشته‌است.

## تیتراژها
- قطعهٔ «مسیر انحرافی»، سریال مسیر انحرافی
- قطعهٔ «یعنی صبح شده»، برنامه ویتامین ۳
- قطعهٔ «دلتنگ»، سریال شهرک جیم
- قطعهٔ «پرنده»، رئالیتی‌شوی جوکر

## آلبوم‌ها
- من و ما
- رؤیا

## تک‌آهنگ‌ها
- شب بخیر
- بذار بگن
- رفیق
- خودتی
- ستاره
- روح
- آی دل
- تیک تیک تیک
- بادبادک
- قهرمان
- ماما
- درامر
- بارون
- خوب
- دیدی داری
- مریض
- عقربه
- رنگ
- رؤیا
- اما
- هارمونی
- شاه دیوونه‌ها
- بیا زندگی کنیم
- خلیج ایرانی
- گلخونه
- جذاب
- شیرین
- نشدیم